# Pycnocycla abyssinica
Pycnocycla abyssinica är en flockblommig växtart som beskrevs av Ferdinand von Hochstetter och Achille Richard. Pycnocycla abyssinica ingår i släktet Pycnocycla och familjen flockblommiga växter. Inga underarter finns listade i Catalogue of Life.